# Rock of the Westies
Rock of the Westies är ett musikalbum av Elton John. Albumet spelades in sommaren 1975 och släpptes i oktober samma år. Liksom Elton Johns föregående album Captain Fantastic and the Brown Dirt Cowboy debuterade albumet på #1 på Billboard 200 i USA. Albumet drar märkbart åt ett hårdare rocksound gentemot den tidigare nämnda skivan. Elton John hade innan inspelningarna av albumet påbörjades avskedat sin långvarige basist Dee Murray eftersom John eftersträvade en ny musikalisk inriktning. Låten "Island Girl" släpptes som singel från albumet och denna toppade Billboards singellista Hot 100. Den efterföljande singeln "Grow Some Funk On Your Own" blev en mindre hit och klättrade till #14 på samma lista.

## Låtlista
Alla låtar är skrivna av Elton John och Bernie Taupin om inget annat anges.

### Sida 1
1. "Medley (Yell Help/Wednesday Night/Ugly)" - 6:13
2. "Dan Dare" - 3:30
3. "Island Girl" - 3:42
4. "Grow Some Funk on Your Own" (Elton John/Davey Johnstone/Bernie Taupin) - 4:43
5. "I Feel Like a Bullet" - 5:28

### Sida 2
1. "Street Kids" - 6:23
2. "Hard Luck Story" (Ann Orson/Carte Blanche) - 5:10
3. "Feed Me" - 4:00
4. "Billy Bones and the White Bird" - 4:24

## Listplaceringar
| Lista (1975-1976) | Position            |
| ----------------- | ------------------- |
| Danmark           | 3 (DR "Top 20")     |
| Finland           | 25                  |
| Japan             | 47 (Oricon)         |
| Kanada            | 1 (RPM)             |
| Norge             | 6 (VG-lista)        |
| Nya Zeeland       | 4                   |
| Storbritannien    | 5 (UK Albums Chart) |
| Sverige           | 6 (Topplistan)      |
| USA               | 1 (Billboard 200)   |
| Västtyskland      | 33                  |